# Petrothrincus scottae
Petrothrincus scottae is een schietmot uit de familie Petrothrincidae. De soort komt voor in het Afrotropisch gebied.